# Kroumata
Kroumata var en svensk slagverksensemble som grundades 1978 i Stockholm av Ingvar Hallgren, Anders Holdar, Jan Hellgren och Martin Steisner. Namnet är taget från gammalgrekiskans samlingsbegrepp för slagverksinstrument.

## Översikt
Ensemblen turnerade runt om i Sverige och hela världen, både som solistensemble och med symfoniorkestrar. Kroumata blev under 1990-talet känd för sina årliga vårnattskonserter i Filadelfiakyrkan i Stockholm. Utöver sin konsertverksamhet gjorde Kroumata även master classes och workshops runt om i världen. Medlemmarna var tidigare engagerade inom Rikskonserter. Sedan hösten 2008 var de en egen organisation. Kroumata hade ett Advisory Board som leddes av Kristina Axén Olin.
Kroumata har uruppfört över 200 verk av bland andra Sofija Gubajdulina, Iannis Xenakis, Gunnar Bucht, Sven-David Sandström, Rolf Wallin, Anders Eliasson, Britta Byström, Henrik Strindberg, Áskell Másson, Georg Katzer, Mats Larsson Gothe, Hanna Hartman samt André Chini, för att nämna några.
Kroumata har spelat in ett tjugotal CD-skivor, de flesta på skivbolaget BIS, däribland Sveriges första digitalt inspelade CD år 1983.
År 2015 meddelade Kroumata att gruppen lagt ner sin verksamhet.

## Influens
Gruppen parodierades av Killinggänget i avsnitt 2 av Percy Tårar.

## Priser och utmärkelser
- 1984 – Fonogrampriset [3]
- 1985 – Spelmannen
- 1987 - Berlin Bienal kritikerpris
- 1988 - Föreningen Svenska tonsättare Interpretspris
- 1998 - Ambasssadörer för Stockholm, Europas kulturhuvudstad
- 1998 - Positiva Sveriges hederpris
- 2007 – Stockholms stads hederspris

## Medlemmar
- Roger Bergström
- Pontus Langendorf
- Ulrik Nilsson
- Johan Silvmark

### Tidigare medlemmar
- John Eriksson
- Ingvar Hallgren
- Jan Hellgren
- Anders Holdar
- Leif Karlsson[5]
- Anders Loguin[6]
- Martin Steisner

### Webbkällor
- Kroumata i Nationalencyklopedins nätupplaga.